# GD Joane
Die Grupo Desportivo de Joane ist ein portugiesischer Fußballverein aus dem im Norden des Landes gelegenen Joane.

## Geschichte und Hintergrund
GD Joane wurde 1930 gegründet und spielte zunächst lange Zeit nur im regionalen Ligabetrieb. Zwischen 1976 und 1979 trat die Mannschaft als Teilnehmer der drittklassigen Terceira Divisão erstmals im landesweit organisierten Spielbetrieb an, wo sie sich nach dem erneuten Aufstieg 1985 etablieren konnte. 1988 gelang der Aufstieg in die zweitklassige Segunda Divisão. Bei einer Ligareform zwei Jahre später blieb sie in der zur dritthöchsten Spielklasse zurückgestuften Liga Segunda Divisão B. 1992 stieg sie in die viertklassige Terceira Divisão ab, in der sie bis zum Wiederaufstieg 1999 sieben Spielzeiten verbrachte. Nach dem direkten Wiederabstieg pendelte der Verein zunächst zwischen den Spielklassen, ehe er sich ab 2003 in der vierten Liga etablierte. 2012 stieg er erneut in die dritte Liga auf, wo er in Folge einer erneuten Ligareform mit der Einführung des Campeonato Nacional de Seniore im folgenden Sommer verblieb. 2014 verpasste die Mannschaft dort gemeinsam mit Schlusslicht FC Lixa den Klassenerhalt und kehrte nach fast 30 Jahren in den regionalen Ligabereich zurück.
Im Sommer 2024 schaffte CD Joane die Rückkehr in die nun viertklassige und in Campeonato de Portugal umbenannte niedrigste landesweit organisierte Spielklasse.
Seine Heimspiele trägt CD Joane im Estádio de Barreiros aus, das rund um einen Naturrasenplatz zirka 2500 Zuschauern Platz bietet.